# شهرستان نیچیو
شهرستان نیچیو (به لاتین: Neiqiu County) یک منطقهٔ مسکونی در چین است که در شینگتای واقع شده‌است. شهرستان نیچیو ۷۷۵ کیلومتر مربع مساحت و ۲۶۰٬۰۰۰ نفر جمعیت دارد و ۷۹ متر بالاتر از سطح دریا واقع شده‌است.